# عملة العشرة سنت الأسترالية
عملة العشرة سنتات الأسترالية هي عملة من فئة الدولار الأسترالي العشري. فعندما طُرح الدولار كنصف جنيه أسترالي في 14 فبراير 1966 ورثت العملة مواصفات الشلن قبل النظام العشري، وكانت كلتا العملتين تساويان جزءًا من عشرين من الجنيه وكانتا تُسمى "بوب". وعند طرحها كانت رابع أقل عملة من حيث القيمة. لكن منذ سحبت عملتي السنت والسنتين من التداول عام 1992 أصبحت ثاني أقل عملة من حيث القيمة المتداولة.
في السنة الأولى من سك العملة (1966) أُنتجت 30 مليون عملة في دار سك العملة الملكية البريطانية (التي كانت آنذاك في لندن) و11 مليونًا في دار سك العملة الملكية الأسترالية في كانبرا. ومنذ ذلك الحين أُنتجت جميع العملات في كانبرا باستثناء عام 1981 ذلك عندما أُنتجت 40 مليون عملة من المقر الرئيسي الجديد لدار سك العملة الملكية في لانتريسانت بويلز بالإضافة إلى 76.1 مليون عملة أُنتجت في كانبرا.
إن السنوات التي لم تُصدر فيها عملة فئة 10 سنتات هي الأعوام 1986 و1987 و1995 و1996. حيث اقتصرت تلك السنوات على إصدارات دار السك والإصدارات التجريبية. وكان أقل عدد من العملات في عام 2011 حيث أصدر 1.7 مليون عملة. كما صدر إصدار تذكاري واحد لهذه الفئة وهو الذكرى الخمسون للعملة العشرية عام 2016.
تظهر صورة ذكر طائر القيثارة الرائع (منورا نوفاهولانديا) على ظهر جميع عملات العشرة سنتات. وقد صممها ستيوارت ديفلين الذي صمم ظهر جميع عملات الدولار الأسترالي التي طُرحت عام 1966.
وقد عرض الوجه تصميمات مختلفة تضم رأس إليزابيث الثانية ملكة أستراليا: ومن عام 1966 إلى عام 1984 كان الرأس من تصميم أرنولد ماشين، ومن عام 1985 إلى عام 1998 كان الرأس من تصميم رافائيل ماكلوف، ومن عام 1999 إلى عام 2015 و2017 كان الرأس من تصميم إيان رانك-برودلي ومنذ عام 2019 كان الرأس من تصميم جودي كلارك. يحمل الوجه الأمامي لهذه العملات نقش أستراليا وسنة الإصدار على الجانب الأيمن وإليزابيث الثانية على الجانب الأيسر. في عام 2016 (الذكرى الخمسين للعملة العشرية) صمم الوجه الأمامي جي كي جراي.
تصميم الوجه لعام 2016 للاحتفال بالذكرى الخمسين للعملة العشرية.
| السنة | الموضوع                                             | ضرب النقود |
| ----- | --------------------------------------------------- | ---------- |
| 2016  | تصميم الوجه للاحتفال بالذكرى الخمسين للعملة العشرية | 7,000,000  |

اعتبارًا من عام 2022 أكد الرئيس التنفيذي لدار سك العملة الملكية الأسترالية أن تكلفة إنتاج عملة الـ10 سنتات كانت أعلى من القيمة الاسمية للعملة.
العملات المعدنية من فئة 10 سنتات هي عملة قانونية للمبالغ التي لا تتجاوز 5 دولارات لأي سداد دين.

## روابط خارجية
- العملة العشرية الأسترالية ، www.australianstamp.com
- 10 سنتات ، museumvictoria.com.au